# Louis-Jean Sander
Louis-Jean Sander (ur. 17 października 1967 w Jérémie) – haitański duchowny rzymskokatolicki, biskup pomocniczy Port-au-Prince od 2024.

## Życiorys

### Prezbiterat
Święcenia kapłańskie przyjął 17 listopada 1996 i został inkardynowany do archidiecezji Port-au-Prince. Przez wiele lat był duszpasterzem w parafii w Pétion-Ville oraz ojcem duchownym i wykładowcą archidiecezjalnego seminarium. W 2020 został proboszczem parafii katedralnej.

### Episkopat
31 maja 2024 papież Franciszek mianował go biskupem pomocniczym archidiecezji Port-au-Prince ze stolicą tytularną Privata. Sakry udzielił mu 3 sierpnia 2024 arcybiskup Max Leroy Mésidor.